# 南山会战
南山会战是日俄战争中许多险恶战役之一。该战役于1904年5月24日至26日在覆盖了旅顺港和116米高的南山的，横贯辽东半岛最狭窄部分的一条两英里宽的防线上进行。

## 背景
日军在鸭绿江取得胜利后，由奥保巩大将率领第二军进攻辽东半岛，距离旅顺港仅60英里。第二军共38,500人，由三个师团构成：第一师团（东京）、第三师团（名古屋）和第四师团（大阪）。登陆作战于1904年5月5日进行。
日军计划攻破俄军防御阵地，占领大连港，并围攻旅顺港。
俄军总指挥叶夫根尼·阿列克谢耶夫被召回莫斯科与沙皇尼古拉二世磋商。他离开后由阿纳托利·斯特塞尔少将指挥位于关东州的俄军地面部队，威廉·维特捷夫特海军上将指挥位于旅顺港的俄国舰队。由于没有留下直接命令，优柔寡断且能力不足的维特捷夫特未能阻止日军的登陆行动。
斯特塞尔麾下约有17,000人，从属于第4、第5、第13、第14和第15东西伯利亚步兵师，其中尼古拉特列季亚科上校指挥的第5东西伯利亚步兵师约3,000人在南山挖掘筑垒阵地，尽管预知将寡不敌众，仍继续进行该计划。预备队由亚历山大·福克中将指挥，这位前警官通过政治庇护而非经验或能力晋升至其职位。俄军部队装备有114门野战炮、机枪，并挖掘了架设铁丝网的壕沟网络。对这一防御工事，日军情报机构有清楚的认知。

## 战役过程

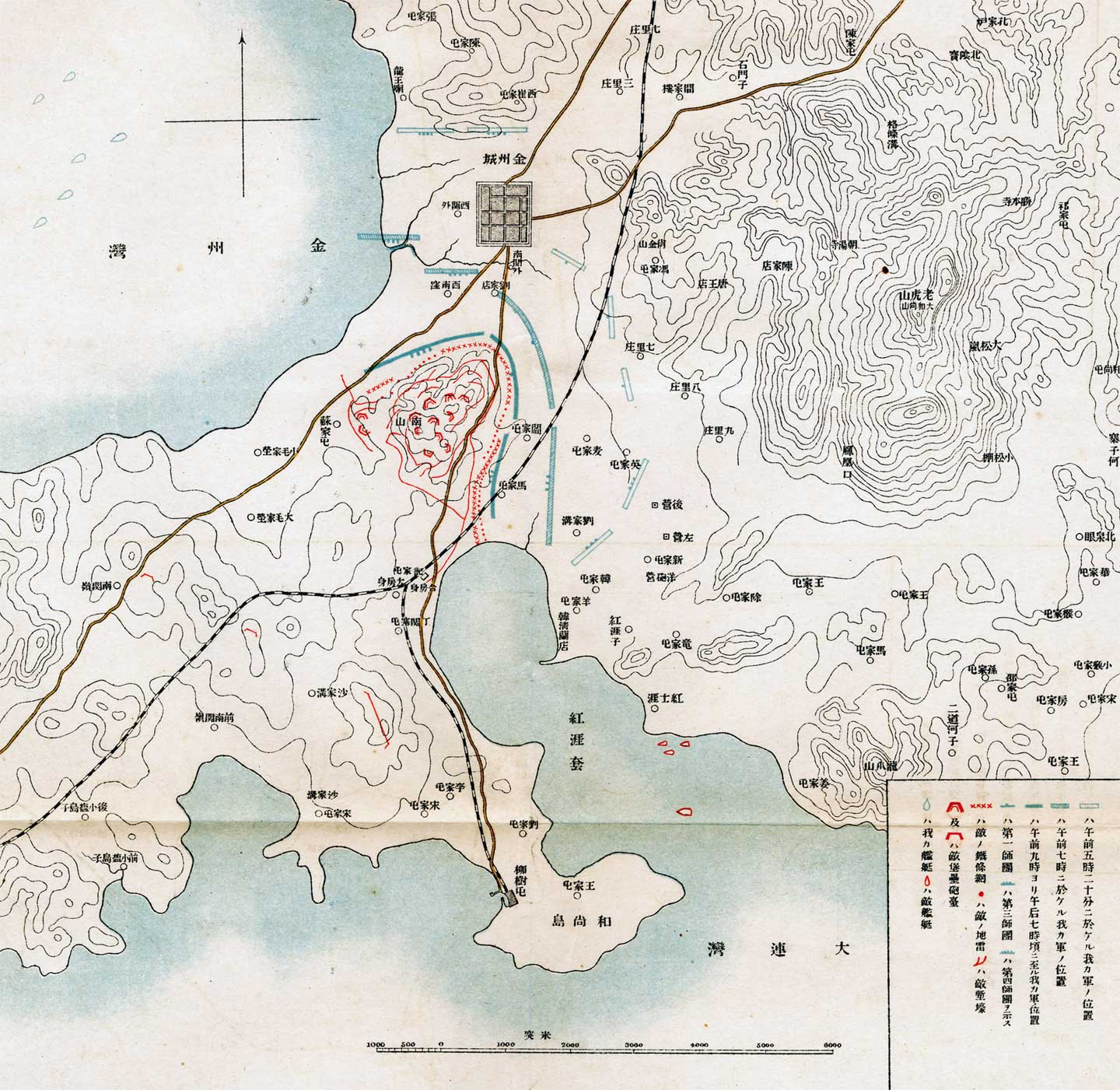
日军方面的南山会战地图

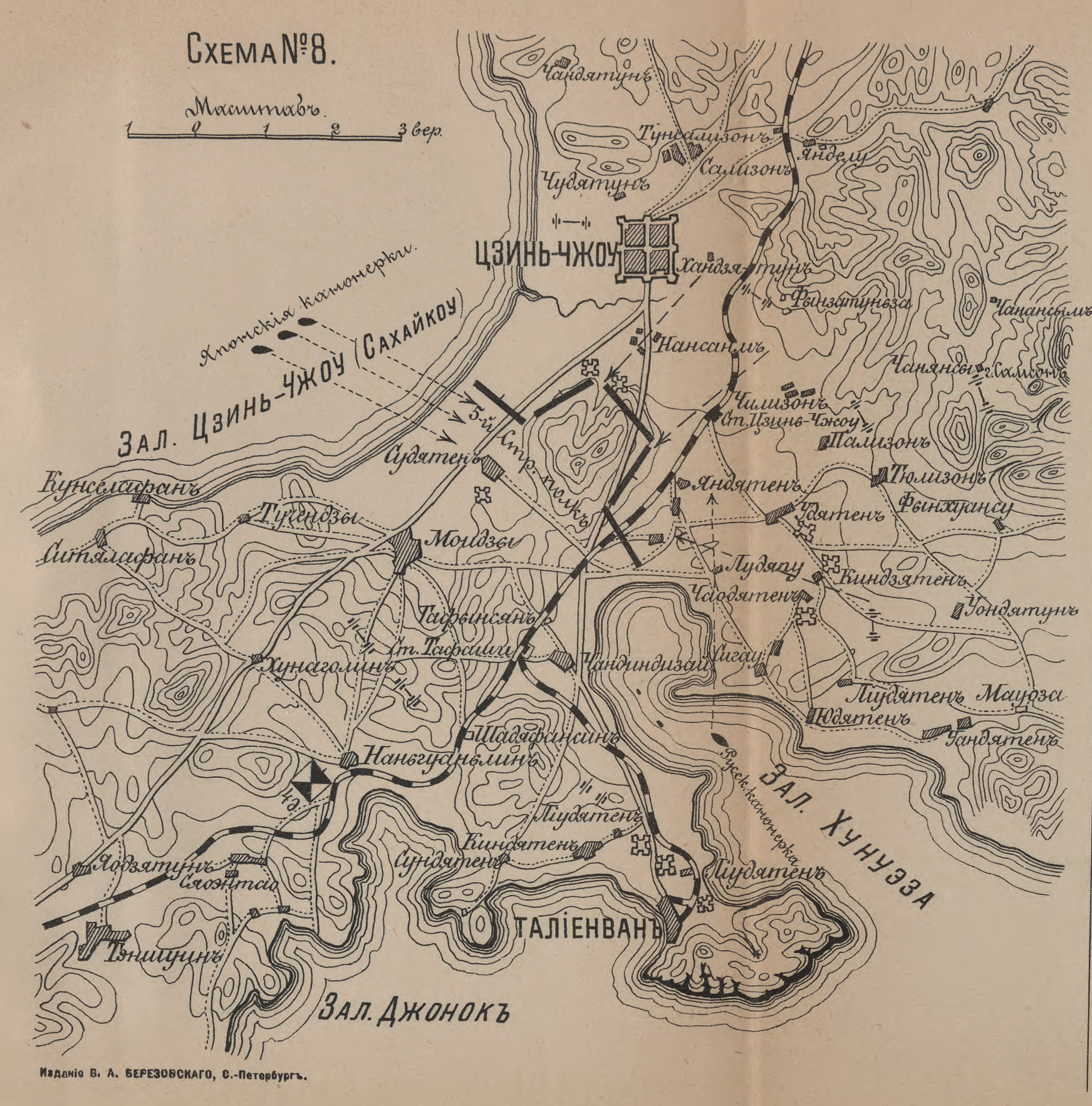
俄军方面的南山会战地图

1904年5月24日，在暴风雨中，由小川又次中将指挥的日军第四师团进攻位于南山北边的金州城（现代金州区金州）。尽管该城守卫仅为400名使用旧式火炮的炮兵，但第四师团两次攻破城门的企图均以失败告终。第一师团的两个大队于1904年5月25日5时30分单独发起进攻，最终突破防御并占领该城。
鉴于侧翼未受到威胁，奥保巩开始对南山上坚守的俄军部队发动全面攻势。由于天气的影响，进攻被推迟了一天。1904年5月26日，奥在近岸的日舰进行徐进弹幕炮击之后，指挥三个步兵师团发动进攻。俄军利用地雷、马克西姆机枪和铁丝网构成的障碍，重创了日军的反复攻势。到18时，经过九次尝试，日军仍未越过俄军固守的阵地。奥已动用了所有预备队，双方的弹药皆消耗殆尽。
特列季亚科上校呼叫支援却未得到答复，他惊讶地发现，不受约束的预备队正在全面撤退，他利用剩余的弹药储备执行福克大将的炮击命令。福克担心日军可能在他所处的位置和旅顺港的安全地带之间登陆，受到惊吓的日军第四师团在西岸的侧翼发起进攻。当福克匆忙逃离战斗时，他忘记向特列季亚科发出撤退命令，特列季亚科夫因此发现自己被包围，且没有弹药和预备对可用于反击。在别无选择的情况下，他只好命令部队退至第二道防线。
到19时20分，日本国旗已飘扬于南山山顶。特列季亚科夫表现出色，在战斗中仅损失了400人，在撤退至旅顺港附近的主要防线时，由于未受到支援，再度损失了650人。

## 结果
十里風腥新战場。

征馬不前人不語，

俄军在战斗中共有约1,400人死亡、受伤和失踪。日军虽获胜却损失惨重，至少有6,198人伤亡。在739名死者中，包括乃木希典大将的长子。日军在战役期间发射了34,000发炮弹，这比在整个甲午战争的炮弹消耗量还要大。
由于缺乏弹药，日军直到1904年5月30日前都无法进行下一步行动。他们惊讶地发现，俄国人并未试图守卫极具战略价值、易于防守的大连港，而是直接后撤至旅顺港。虽然该镇被当地平民抢夺，但港口设备、仓库及火车站都未受损。
日军占领大连后，在南山山顶上竖立了一座纪念塔，由奥保巩提诗。太平洋战争之后被拆毁，仅有基座部分。诗文的一部分在现在的大连旅顺监狱展示。

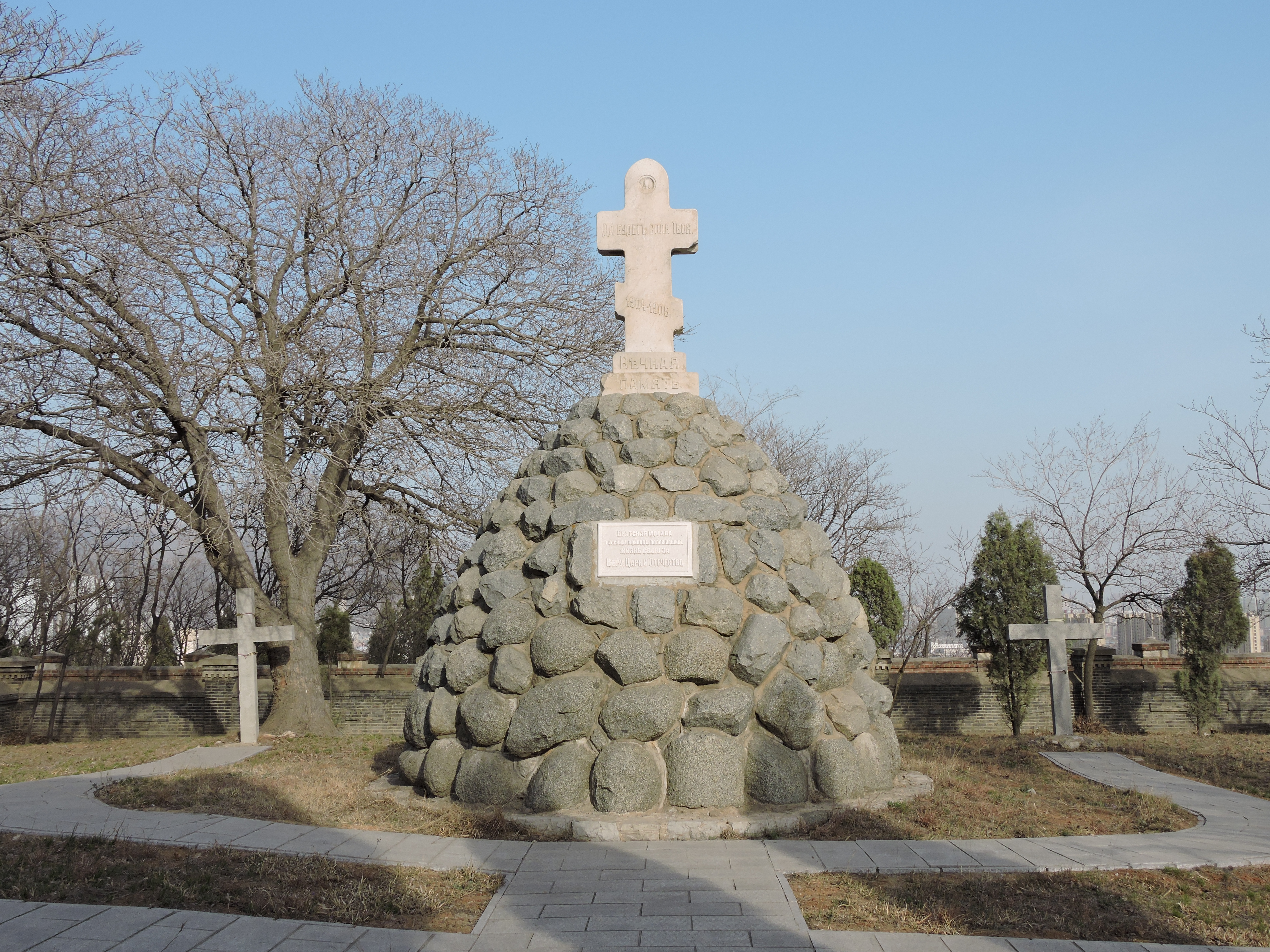
金州南山苏军烈士陵园内的日俄战争俄军墓地
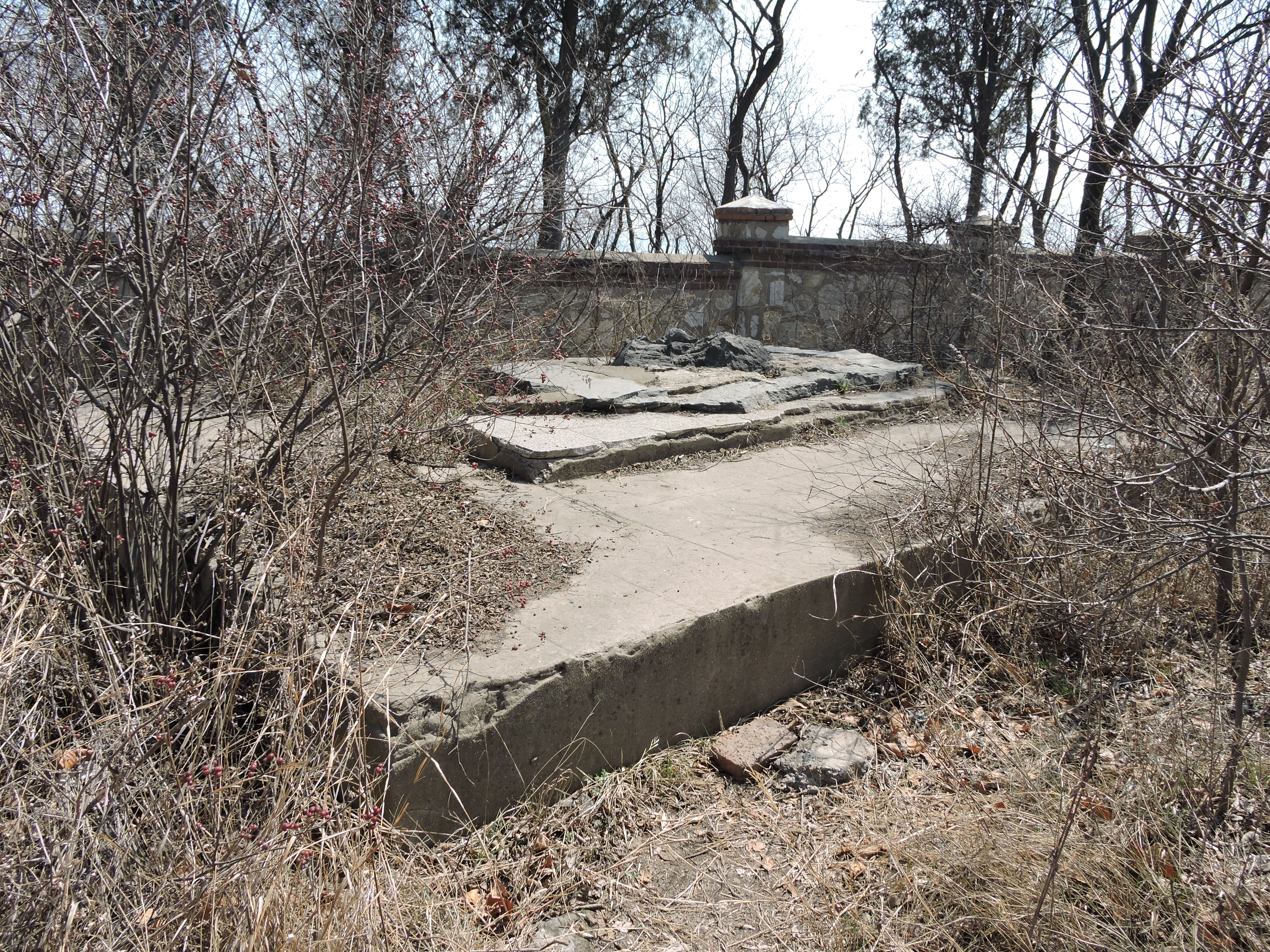
金州南山日俄战争遗址乃木希典“金州城外立斜陽”诗碑遗迹
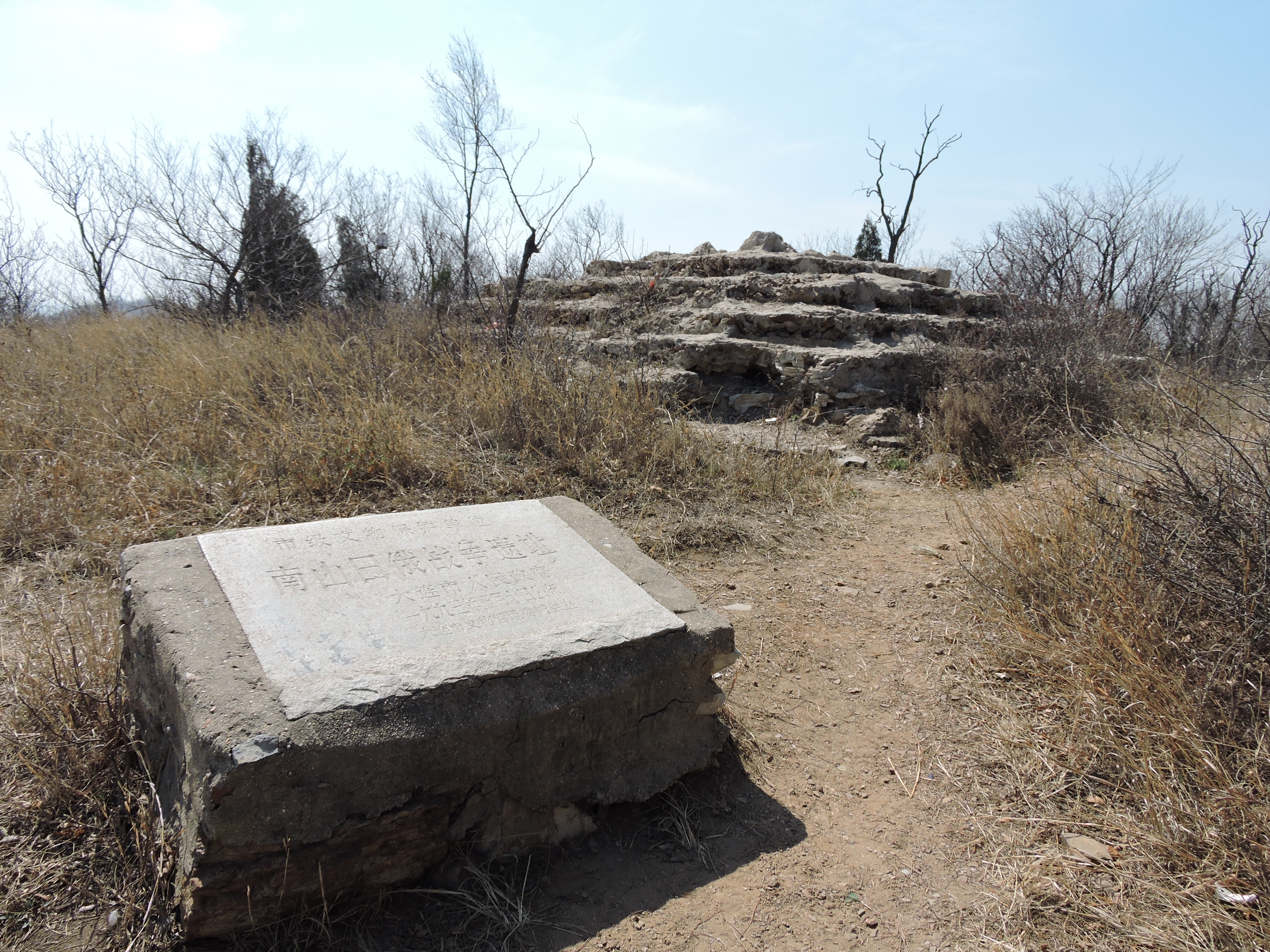
金州南山原“南山战绩碑”遗址